# One Shot 1985
One Shot 1985 - Le più belle canzoni dell'anno! è la sesta raccolta di canzoni degli anni '80, pubblicata in Italia dalla Universal Music Italia srl su CD (catalogo 024 9 83764 9) nel 2006, appartenente alla serie One Shot 'aaaa', che fa parte della più vasta collana denominata One Shot.

## Il disco
Raggiunge la posizione numero 19 nella classifica degli album in Italia, risultando il 184° più venduto durante il 2006
Le versioni proposte sono tutte rimasterizzazioni digitali a 24 bit delle edizioni originali.

## Tracce
Il primo è l'anno di pubblicazione del singolo, il secondo quello dell'album; altrimenti coincidono.

### CD 1
1. Belouis Some – Imagination – 3:05 (Neville Keighley) – 1985
2. a-ha – Take on Me – 3:47 (Paul Waaktaar-Savoy, Mags, Morten Harket) – 1985
3. Kissing the Pink – One Step (album version) – 4:29 (Nicholas Whitecross, John Kingsley Hall, Stephen Cusack, Simon Aldridge) – 1985, 1986
4. The Cure – Close to Me (7" single remix) – 3:40 (Robert Smith) – 1985
5. Bangles – Manic Monday – 3:04 (Christopher) – 1986
6. Dead or Alive – You Spin Me Round (like a Record) (album version) – 3:19 (Pete Burns, Michael Percy, Timothy Lever, Steve Coy) – 1984, 1985
7. Eighth Wonder – Stay with Me – 3:18 (Patsy Kensit, Geoff Beauchamp) – 1985, 1987
8. Mr. Mister – Broken Wings (album version) – 5:32 (John Lang, Richard Page, Steven George) – 1985
9. Cock Robin – The Promise You Made – 3:52 (Peter Kingsbery) – 1986, 1985
10. Tears For Fears – Everybody Wants to Rule the World – 4:11 (Roland Orzabal, Ian Stanley, Chris Hughes) – 1985
11. Howard Jones – Like to Get to Know You Well – 4:00 (Howard Jones) – 1984, 1985
12. Level 42 – Something About You (album version) – 4:24 (Level 42) – 1985
13. Go West – We Close Our Eyes – 3:45 (Peter Cox, Richard Drummie) – 1985
14. King – The Taste of Your Tears (maxi single version, Breaker Heart mix) – 5:40 (Paul King) – 1985
15. Katrina and the Waves – Walking on Sunshine – 3:56 (Kimberley Rew) – 1985
16. Corey Hart – Eurasian Eyes – 5:28 (Corey Hart) – 1986, 1985
17. Simply Red – Money's Too Tight (to Mention) (album version) – 4:13 (John Valentine, William Valentine) – 1985
18. Godley & Creme – Cry (single version) – 3:55 (Kevin Godley, Lol Creme) – 1985

Durata totale: 73:38

### CD 2
1. Paul Hardcastle – 19 (single version) – 3:31 (Paul Hardcastle, Jonas Mc Cord, William Coutourie, Mike Oldfield) – 1985
2. Modern Talking – You're My Heart, You're My Soul (maxi single version) – 5:32 (Steve Benson) – 1984, 1985
3. Propaganda – p:Machinery – 3:47 (testo: Ralf Dörper – musica: Michael Mertens) – 1985
4. Nik Kershaw – The Riddle – 3:52 (Nik Kershaw) – 1984
5. Double – The Captain of Her Heart – 4:29 (testo: Felix Haug – musica: Kurt Maloo) – 1985
6. T.X.T. – Girl's Got a Brand New Toy (album version) – 3:51 (Ken Taylor) – 1985
7. Sandra – (I'll Never Be) Maria Magdalena (single version) – 3:56 (testo: Richard Palmer-James, Hubert Kemmler – musica: Michael Cretu, Hubert Kemmler, Markus Löhr) – 1985
8. INXS – What You Need – 3:34 (Andrew Farriss, Michael Hutchence) – 1985
9. Talking Heads – Road to Nowhere – 4:19 (Talking Heads) – 1985
10. Feargal Sharkey – A Good Heart – 4:38 (Maria McKee) – 1985
11. David Lee Roth – California Girls – 2:50 (testo: Mike Love – musica: Brian Wilson) – 1985
12. Ray Parker Jr. – Ghostbusters (da Ghostbusters) – 4:04 (Ray Parker Jr.) – 1984
13. Ready For The World – Oh Sheila (album version) – 4:00 (Gerald Valentine, Gordon Strozier, Melvin Riley) – 1985
14. DeBarge – Rhythm of the Night – 3:54 (Diane Warren) – 1985
15. Kid Creole & The Coconuts – Endicott – 4:28 (August Darnell) – 1985
16. Commodores – Nightshift (album version) – 5:04 (Francine Golde, Dennis Lambert, Walter 'Clyde' Orange) – 1985
17. Amii Stewart, Mike Francis – Together – 4:29 (testo: Mike Francis, Amii Stewart – musica: Mike Francis) – 1985
18. Suzanne Vega – Marlene on the Wall – 3:40 (Suzanne Vega) – 1985

Durata totale: 73:58